# Stazione di Iglesias (FMS)
Stazione di Iglesias 1969-ben bezárt vasútállomás Olaszországban, Szardínia régióban, Iglesias településen.

## Vasútvonalak
Az állomást az alábbi vasútvonalak érintették:
- San Giovanni Suergiu-Iglesias-vasútvonal

## Kapcsolódó állomások
A vasútállomáshoz az alábbi állomások vannak a legközelebb: 
- Cabitza railway station